# Przechód (gmina w rejencji opolskiej)
Przechód (niem. Amtsbezirk Waldfurt), do 1937 Rzymkowice (niem. Amtsbezirks Ringwitz) – zbiorowa gmina wiejska (Amtsbezirk) w powiecie prudnickim, rejencji opolskiej. Funkcjonowała w latach 1874–1945 w Rzeszy Niemieckiej. Siedzibą gminy był Przechód (Psychod, Waldfurt).
Gminę Rzymkowice utworzono 1 maja 1874 na obszarze powiatu prudnickiego. Powstała z obszaru gromad Borek (Leopoldsdorf), Przychód (Psychod) i Rzymkowice (Ringwitz). Pierwszym administratorem okręgu został Heller zamieszkały w Chrzelicach.
1 stycznia 1908 gmina obejmowała gromady: Przychód i Rzymkowice. 5 marca 1937 gminę Rzymkowice przemianowano na gminę Przychód (Amtsbezirk Waldfurt).
Jednostka przetrwała do 1945 roku. Po II wojnie światowej została zniesiona. Władze polskie nie odtworzyły gminy w reaktywowanym powiecie prudnickim.